# Notes on nursing
Notes on Nursing: What it is and What it is Not är en bok av Florence Nightingale som i sin första utgåva gavs ut 1859. Boken omfattade 136 sidor och var avsedd att ge tips inom omvårdnad, men Nightingale poängterade att det inte var en komplett lärobok som gjorde det möjligt att bli sjuksköterska enbart genom läsning.